# Hydrofizyka
Hydrofizyka, fizyka hydrosfery – nauka z pogranicza fizyki i hydrologii, zajmująca się badaniem właściwości fizycznych wód występujących w przyrodzie oraz procesów fizycznych  zachodzących w każdym stanie skupienia wody w hydrosferze.